# Kolektivna inteligencija
Kolektivna inteligencija, inteligencija roja ili skupna inteligencija općenito se može definirati kao sposobnost skupine pronalaženja više i boljih rješenja za rješavanje problema nego njegovi pojedini članovi. 
Povećana sposobnost rješavanja kolektivnog problema nalazi se na raskrižju znanosti kao što su računalne znanosti, sociologija i ekonomija. Ponekad se odnosi i na kolektivnu računalnu inteligenciju. 
Treba napomenuti da u ovom trenutku ne postoji konsenzus o točnoj definiciji kolektivne inteligencije i često se preklapa s konceptom "data mining".
Kolektivna inteligencija pokušava pronaći odgovore na sljedeća pitanja kao što su primjerice:
- Kako se služiti informacijskim tehnologijama kako bi se postigla povećanje kapaciteta za rješavanje problema u skupini?
- Koji čimbenici igraju ulogu pri nastanku fenomena kolektivne inteligencije?
- Koji od ovih imaju pozitivnu ulogu?
- Koji negativnu?
- Kako i u kolikoj je mjeri moguće kvantificirati kolektivnu inteligenciju?

Fenomen ili opće pravilnosti kolektivne inteligencije može se pronaći kod širokog niza živih bića 
u različitim sustavima, kao što su mravi ili pčela u košnici, jata ptica, životinjskih krda, razmnožavanje bakterija i u jatima riba.
Sa stajališta informacijskih znanosti kolektivnu inteligenciju se može i kao oblik povezivanja koji nam je omogućio primjerice razvoj Interneta. 
Kolektiva inteligencija se očituje i u nastojanju ljudi za podijelom svojeg znanja i informacija.